# Losse letter

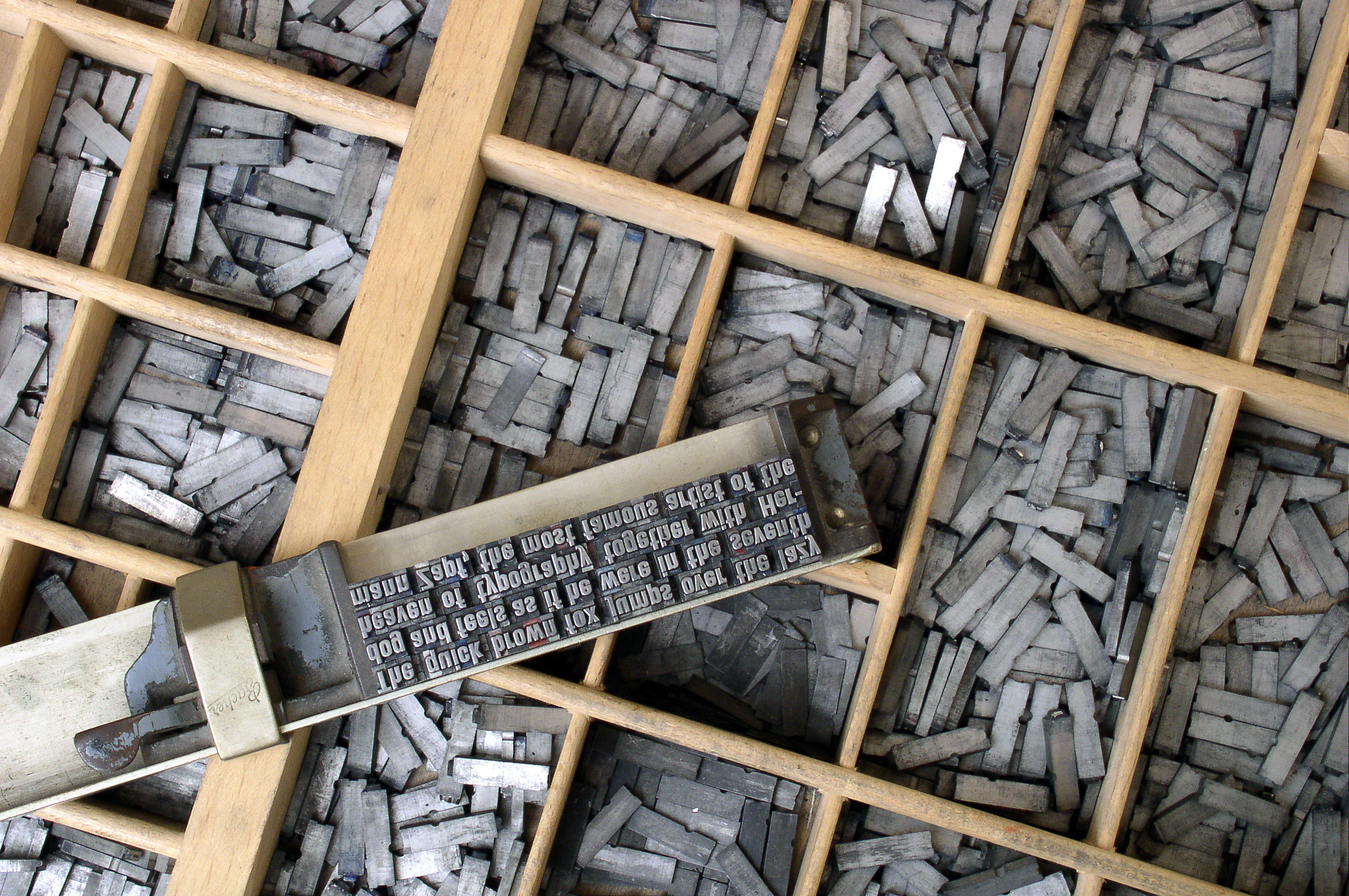
Een zethaak met losse letters, boven een letterkast met loden letters

Een losse letter of drukletter is een gesneden of gegoten letter die wordt gebruikt in een drukpers om boeken te drukken. Vooral voor alfabetten met hun beperkte aantal karakters waren de losse letters een vooruitgang ten opzichte van de blokdruk.

## Eerste gebruik in China
Het eerste gebruik was door de Chinees Bi Sheng die in de elfde eeuw letters bakte van porselein, deze verbond met hars en zo papier bedrukte. Door het grote aantal Chinese karakters werd dit geen succes. Een werk uit 1193 ten tijde van de Song-dynastie beschrijft hoe gewerkt kan worden met koperen losse letters. Het oudste werk dat werd gedrukt met letters van lettermetaal is Jikji, een Koreaans boeddhistisch geschrift uit 1377.

## Europa
In Europa verkregen de losse letters bekendheid toen Johannes Gutenberg rond 1450 begon met het maken van loden letters voor zijn Gutenbergbijbel. Het geringe aantal karakters van het Latijns schrift was een belangrijke factor in het daaropvolgende succes van de boekdrukkunst. Zijn losse letters bestaande uit een legering van lood, antimoon en tin die werden gegoten in een matrijs bleven ruim vijf eeuwen de standaard in het zetten tot loodzetten aan het einde van de negentiende eeuw de norm werd, om van de jaren 1950 langzamerhand vervangen te worden door fotozetwerk en uiteindelijk desktoppublishing.